# Automeris zugana
Automeris zugana är en fjärilsart som beskrevs av Druce 1886. Automeris zugana ingår i släktet Automeris och familjen påfågelsspinnare. Inga underarter finns listade i Catalogue of Life.

## Bildgalleri

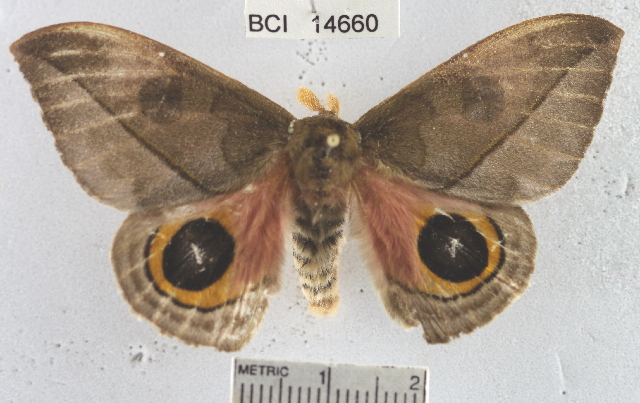